# Bodviken
Bodviken är en tidigare småort i Njurunda socken i Sundsvalls kommun belägen söder om tätorten Juniskär. Vid 2015 års småortsavgränsning hade småorten vuxit samman med tätorten Kvissleby.